# Ben Gascoigne
Sidney Charles Barthélémy « Ben » Gascoigne (Napier, 11 novembre 1915 - Canberra, 25 mars 2010) est un astronome australien, né en Nouvelle-Zélande, et un expert en photométrie. Il a joué un rôle de premier plan dans la conception et la mise en service du plus grand télescope optique australien, qui fait partie de l'une des plus importantes installations astronomiques au monde.

## Biographie
Né à Napier, en Nouvelle-Zélande, Gascoigne fait ses études à Auckland et à l'Université de Bristol, avant de s'installer en Australie pendant la Seconde Guerre mondiale pour travailler à l'Observatoire solaire du Commonwealth sur le mont Stromlo à Canberra. Il devient expert dans la conception et la fabrication de dispositifs optiques pour les télescopes.
Après la guerre, Gascoigne et l'astronome Gerald Kron utilisent les télescopes récemment modernisés du mont Stromlo pour déterminer la distance entre notre galaxie et les galaxies naines des Nuages de Magellan qui ont été sous-estimées d'un facteur deux. Comme cette mesure était utilisée pour calibrer les autres distances en astronomie, le résultat double la taille estimée de l'univers. Ils constatent également que la formation des étoiles dans les Nuages de Magellan a eu lieu plus récemment que dans la Voie Lactée, ce qui infirme l'opinion dominante que les deux ont évolué en parallèle. Personnalité majeure de l'observatoire, Gascoigne aide à faire évoluer cet observatoire solaire en un centre de recherche stellaire et galactique, et contribue à la création de l'observatoire de Siding Spring dans le nord de la Nouvelle-Galles du Sud. Lorsque les gouvernements britannique et australien conviennent de construire conjointement le télescope anglo-australien à Siding Spring, Gascoigne participe à sa réalisation depuis sa conception initiale jusqu'à sa longue mise en service et sa première photo. Gascoigne est fait officier de l'ordre d'Australie pour sa contribution à l'astronomie et son rôle pour le télescope anglo-australien.
Gascoigne et son épouse, l'artiste Rosalie Gascoigne (en), ont trois enfants. Gascoigne profite de sa retraite pour écrire plusieurs ouvrages sur l'histoire de l'astronomie australienne. Il est curateur, photographe et assistant de sa femme en utilisant ses compétences techniques pour mettre ses œuvres à la disposition du public.

## Source
- (en) Cet article est partiellement ou en totalité issu de l’article de Wikipédia en anglais intitulé « Ben Gascoigne » (voir la liste des auteurs).